# 김재성 (정치인)
김재성(생년 미상 ~ )은 조선민주주의인민공화국의 정치인이다. 내각 전자공업상 겸 조선로동당 중앙위원회 정치국 후보위원이다. 최고인민회의 제13기 대의원이다.

## 경력
2012년 10월 한광복 후임으로 내각 전자공업상에 임명되었다. 2016년 5월, 조선로동당 제7차 대회에서 조선로동당 중앙위원회 후보위원으로 선출되었다.